# Ctenus ravidus
Ctenus ravidus är en spindelart som först beskrevs av Simon 1886.  Ctenus ravidus ingår i släktet Ctenus och familjen Ctenidae. Inga underarter finns listade i Catalogue of Life.